# Argumento cosmológico Kalām
El argumento cosmológico Kalām es una versión del argumento cosmológico de la existencia de Dios, arraigada en la herencia de la teología Kalam (escolástica islámica medieval). Un abierto defensor del argumento es William Lane Craig (n. 1949), quien lo sostuvo por primera vez en su libro The Kalām Cosmological Argument en 1979.
El argumento es similar al motor inmóvil en el aristotelismo debido a su base en la naturaleza de la causalidad y el argumento contra la posibilidad de una regresión infinita. Sin embargo, el propio Aristóteles no creía en un universo temporalmente finito y su argumento se refiere a causas simultáneamente existentes. Craig ha argumentado en contra de la posibilidad de la existencia de infinitos reales, siguiendo la idea del filósofo Al-Ghazali (1058-1111), sosteniendo un finitismo temporal. El argumento concluye que existe una causa eterna, inmutable, atemporal e inmaterial que llevó al universo a ser ex nihilo. Craig llamó a esta variante del argumento cosmológico como argumento cosmológico de la kalam, por la teología «ilm al-kalām» (‘ciencia del discurso’), el término árabe para la disciplina de la teología filosófica en el islam. Craig además sostiene que el argumento cosmológico de la kalam implica un compromiso con la teoría A del tiempo o presentismo.
Desde entonces, el argumento cosmológico de la kalam ha suscitado un debate público entre Craig y Graham Oppy, Adolf Grünbaum, J. L. Mackie y Quentin Smith, y ha sido utilizado en la apologética cristiana.
Según Michael Martin, el argumento revisado de Craig está «entre los más sofisticados y bien argumentados en la filosofía teológica contemporánea», junto con versiones del argumento cosmológico presentados por Bruce Reichenbach y Richard Swinburne.
Recientemente se han formulado nuevas versiones del argumento cosmológico de la kalam que no implican el finitismo temporal o la inexistencia de infinitos reales por filósofos como Alexander Pruss.
Smith formuló también un argumento de la kalam a favor del ateísmo.

## Desarrollo histórico
El mundo ha tenido principio. En efecto, el mundo es visible, tangible, corporal; todo lo que tiene estas cualidades es sensible: y todo lo que es sensible y está sometido á la opinión acompañada de la sensación, ya lo sabemos, nace y es engendrado. Además decimos, que todo lo que nace procede de una causa necesariamente.
Platón. Timeo

El argumento cosmológico de la kalam se basa en el concepto del primer motor, introducido por Aristóteles, e inserto en la filosofía cristiana y la neoplatónica temprana en la Antigüedad tardía, siendo desarrollado por Juan Filópono.
Junto con gran parte de la filosofía griega clásica, el concepto fue adoptado en la tradición islámica medieval, donde recibió su articulación más completa a manos de eruditos musulmanes, más directamente por los teólogos islámicos de la tradición suní. Sus defensores históricos incluyen a Al-Kindi,
Al-Ghazali y Buenaventura de Fidanza.
Una de las primeras formulaciones del argumento cosmológico en la tradición islámica viene de Al-Kindi (801-873), que fue uno de los primeros filósofos islámicos en intentar introducir un argumento para la existencia de Dios basado en premisas puramente empíricas. Su principal contribución es el argumento cosmológico (Dalil al-Huduth) para la existencia de Dios, en su obra Sobre la Primera Filosofía.
Al-Ghazali escribe en el Kitab al-Iqtisad fi'l-I'tiqad:
Todo ser que comienza tiene una causa para su comienzo; ahora, el mundo es un ser que comienza; por lo tanto, posee una causa para su comienzo.
Entre los siglos IX y XII, el argumento cosmológico se desarrolló como un concepto dentro de la teología islámica. Fue refinado en el siglo XI por Al-Ghazali, y en el XII por Averroes en su libro La incoherencia de la incoherencia.
Alcanzó la filosofía cristiana medieval en el siglo XIII, y fue discutido por Buenaventura de Fidanza, así como por Tomás de Aquino en su Summa Theologiae (I, q.2, a.3) y su Summa contra Gentiles (I, 13). Sin embargo, esta objeción filosófica de un pasado infinito no ha sido aceptada por todos los creyentes cristianos. El mismo Tomás de Aquino sostuvo en su Summa Theologica (I, q.46, a.2) que al igual que la Trinidad, la existencia finita del mundo "lo sabemos sólo por la fe y no puede ser demostrado con rigor".
Las perspectivas islámicas pueden dividirse en respuestas aristotélicas positivas que apoyan fuertemente el argumento, como las de Al-Kindi y Averroes, y las respuestas negativas críticas, incluyendo las de Al-Ghazali y Muhammad Iqbal.
Al-Ghazali no estaba convencido de los argumentos de primera causa de Al-Kindi, argumentando que solo el infinito per se es imposible, argumentando la posibilidad del infinito per áccidens (por accidente). Él escribe:
De acuerdo con la hipótesis considerada, se ha establecido que todos los seres en el mundo tienen una causa. Ahora, que la causa misma tenga una causa, y la causa de la causa tenga otra causa, y así ad infinitum. No te conviene decir que un regreso infinito de causas es imposible.
Muhammad Iqbal afirma que:
Un efecto finito solo puede dar una causa finita, o como mucho una serie infinita de tales causas. Terminar la serie en un cierto punto, y elevar a un miembro de la serie a la dignidad de una causa primera no causada, es poner en nada la misma ley de la causalidad de la que todo el argumento procede.

## Forma del argumento de Craig
Craig establece el argumento cosmológico de la kalam como un breve silogismo, más comúnmente reproducido como sigue:

1. Todo lo que comienza a existir tiene una causa.
2. El universo comenzó a existir.
Por lo tanto:
3. El universo tiene una causa.

Craig

A partir de la conclusión del silogismo inicial, añade una premisa y una conclusión adicionales basadas en el análisis ontológico de las propiedades de la causa:

1. El universo tiene una causa.
2. Si el universo tiene una causa, entonces existe un Creador personal del universo sin causa; que sin él, el universo es sin comienzo; inmutable; inmaterial; atemporal; no-espacial y enormemente poderoso.
Por lo tanto:
3. Existe un Creador personal del universo sin causa; que sin él, el universo es sin comienzo; inmutable; inmaterial; atemporal; no-espacial y enormemente poderoso.

Refiriéndose a las implicaciones del teísmo clásico que siguen a este argumento, Craig escribe:
[...] trascendiendo el universo entero existe una causa que llevó al universo a ser ex nihilo [...] todo nuestro universo fue causado a existir por algo más allá de él y mayor que él. Para nadie es un secreto que una de las concepciones más importantes de lo que los teístas quieren decir con «Dios» es el Creador del cielo y la tierra.
Craig finalmente concluye que:
Sobre la base de nuestro argumento, esta causa tendría que ser sin causa, eterna, inmutable, atemporal e inmaterial. Además, tendría que ser un agente personal que elija libremente crear un efecto a tiempo. Por lo tanto, sobre la base del argumento cosmológico kalam, concluyo que es racional creer que Dios existe.
En nuevas formulaciones del argumento, Craig presenta el argumento de la siguiente forma:

1. Si el universo comenzó a existir, entonces hay una causa, trascendente, que trajo el universo a la existencia.
2. El universo comenzó a existir.
Por lo tanto:
3. Hay una causa, trascendente, que trajo el universo a la existencia el universo.

### Definiciones
Craig aclara las definiciones de los siguientes términos del argumento:

#### Comenzar a existir
Las condiciones para que una cosa (E) comience a existir en un momento específico (T) son si y solo si:
1. E existe en T;
2. T es la primera vez que E existe;
3. no hay estado en el mundo real en el que E existe atemporalmete;
4. y la existencia de E en T es un hecho tenso.[a]

#### Causa
Generalmente Craig define causa como algo que produce un efecto, que según las distinción aristotélica puede ser una causa material o eficiente. Cuando Craig en el argumento cosmológico de la kalam defiende la creación ex nihilo (de la nada) en vez de ex materia (creación a partir de lo que existe), específicamente busca la creación con una causa eficiente, pero no material.

#### Universo
Cuando Craig usa la palabra universo quieren decir que es «la totalidad de la realidad material», que incluye toda la materia y la energía.

## Debate moderno
Según el filósofo ateo Quentin Smith, «un recuento de los artículos en las revistas de filosofía muestra que se han publicado más artículos sobre la defensa de Craig del argumento de la kalam que los que se han publicado sobre la formulación contemporánea de otro filósofo de un argumento a favor de la existencia de Dios».
El argumento cosmológico de la kalam ha recibido críticas de filósofos como J. L. Mackie, Graham Oppy, Michael Martin y Quentin Smith; físicos como Paul Davies, Lawrence Krauss y Victor Stenger; y autores como Dan Barker.
El discurso moderno abarca los campos de la filosofía y la ciencia (física cuántica y cosmología), que Bruce Reichenbach resume como:
[...] si es necesario que haya una causa del primer natural existente, si algo como el universo puede ser finito y sin embargo no tener un comienzo, y la naturaleza de los infinitos y su conexión con la realidad.

### Premisa uno: «Todo lo que comienza a existir tiene una causa»
Craig defiende la primera premisa de la siguiente manera:
- Intuición racional: Afirma que la primera premisa es una verdad autoevidente, basándose en el Principio Causal de que «algo no puede surgir de la nada» o «Ex nihilo nihil fit», originado en la filosofía parmenideana. Él atestigua que este es un primer principio críticamente importante de la ciencia.
- Reductio ad absurdum: Si es falso, sería inexplicable que cualquier cosa y todo lo que no aparece aleatoriamente en la existencia sin una causa.
- Razonamiento inductivo, tanto de la experiencia común como de la evidencia científica, que constantemente verifica y nunca falsa la verdad de la primera premisa.

Según Reichenbach, «el Principio Causal ha sido objeto de críticas extensas», que puede dividirse en críticas filosóficas y científicas.

#### Objeciones filosóficas
Graham Oppy, J. L. Mackie y Wes Morriston se han opuesto a la intuición de la primera premisa.
Oppy afirma:
Mackie, [Adolf] Grunbaum, [Quentin] Smith y yo ―entre muchos otros― hemos cuestionado la primera premisa: ¿por qué se supone que absolutamente todo lo que empieza a existir tiene una causa para que su principio exista?
Mackie afirma que no hay una buena razón para asumir a priori que un comienzo no causado de todas las cosas es imposible. Por otra parte, arguye que el Principio Causal no puede ser extrapolado al universo desde la experiencia inductiva. Apela a la tesis de David Hume (An Enquiry Concerning Human Understanding), sobre que los efectos sin causas pueden ser concebidos en la mente, y que lo que es concebible en la mente es posible en el mundo real. Este argumento ha sido criticado por Bruce Reichenbach y Elizabeth Anscombe, quien señala los problemas fenomenológicos y lógicos para inferir la posibilidad fáctica de la concebibilidad. Craig señala:
El propio Hume creía claramente en el principio causal. Él presupone a lo largo de la Enquiry que los acontecimientos tienen causas, y en 1754 escribió a John Stewart: «Pero permítame decirle que nunca he afirmado una proposición tan absurda como que cualquier cosa podría surgir sin una causa».
C.D. Broad admite ser incapaz de "creer en algo que comienza a existir sin ser causado por otra cosa que existió antes y hasta el momento en que la cosa en cuestión comenzó a existir".
Wes Morriston criticó las apelaciones de Craig a la intuicón del principio causal. Al reflexionar este principio en el comienzo del universo, Morriston admite no tener "intuiciones acerca de qué principios causales tendrían que valer en una situación tan alejada de la vida cotidiana". También hay alguna tesis defendidas en el argumento que no parecen ser intuitivas, por ejemplo la creación de la nada, que "es al menos tan contraria a la intuición como empezar a existir sin una causa" (ver: Argumentum ad lapidem).
J. Martín Castro Manzano criticó la validez de la argumentación. Si bien el argumento parece ser un silogismo en BARBARA, "la premisa 1 parece cuantificar y predicar sobre individuos, la premisa 2 y la conclusión parecen predicar y cuantificar sobre dominios" y ambas premisas son variables de diferente orden" (de primer orden y de segundo, respectivamente). Para ilustrar aún más este punto, si la primera premisa se cambiara a "todo lo que comienza a existir tiene un lugar dentro del universo". Rallando su verdad, la conclusión no se seguiría "porque el universo no tiene un lugar, y mucho menos dentro de sí mismo". Hacer lo contrario daría lugar a un error categorial "al transferir ilegítimamente propiedades de individuos a dominios". En consecuencia, Castro aclara que si bien "a veces hablamos del universo y de su comienzo como si fueran cosas, eso no implica que sean cosas".
Bertrand Russell (en un debate con Frederick Copleston) sostuvo que, dado que derivamos el concepto de causa de nuestra observación de cosas particulares dentro del universo que requieren de una causa, no se sigue el universo en sí mismo deba tenerla o se cometería una falacia de composición.
Morriston afirma que las leyes causales son procesos físicos para los cuales se tienen conocimiento intuitivo en el contexto de eventos dentro del tiempo y el espacio, pero que tales intuiciones no son válidas para el comienzo del tiempo mismo. Él afirma:
Nosotros no tenemos experiencia del origen de los mundos para decir que los mundos no llegan a existir así. Ni siquiera tenemos la experiencia del surgimiento de algo remotamente análogo a la «singularidad inicial» que figura en la teoría del Big Bang del origen del universo.

En respuesta, Craig ha sostenido que las leyes causales son verdades metafísicas sin restricciones que «no dependen de las propiedades, poderes causales y disposiciones de las clases naturales de sustancias que existen», señalando que:
La historia de la cosmología astrofísica del siglo XX contradice la afirmación de Morriston de que la gente no tiene intuiciones fuertes sobre la necesidad de una explicación causal del origen del tiempo y del universo.

#### Objeciones científicas
Una objeción común a la premisa apela al fenómeno de la indeterminación cuántica, donde, en el nivel subatómico, el principio causal parece que se descompone. Craig responde que el fenómeno del indeterminismo es específico de la Interpretación de Copenhague de la mecánica cuántica, señalando que ésta es solo una de varias interpretaciones diferentes, algunas de las cuales, él señala, son totalmente deterministas (mencionando a David Bohm) y todavía no se sabe si alguna de ellas es cierta. Concluye que la física subatómica no es una excepción probada a la primera premisa. Quentin Smith, Michael Martin y Adolf Grünbaum argumentaron que la singularidad del Big Bang no puede ser el efecto de ninguna causa pues no hay ningún instante previo en el punto inicial t = 0. Smith también ha citado el ejemplo de las partículas virtuales, que aparecen y desaparecen de la observación, aparentemente al azar, para afirmar la sostenibilidad de los fenómenos naturales no causados. Para evitar esta objeción, Craig sostiene que la premisa del argumento puede cambiarse por una más modesta como: "si el universo comenzó a existir, entonces el universo tiene una causa de su comienzo".
En su libro A Universe from Nothing: Why There is Something Rather Than Nothing, el cosmólogo Lawrence Krauss ha propuesto cómo la mecánica cuántica puede explicar cómo el espacio-tiempo y la materia pueden surgir de «nada» (refiriéndose al vacío cuántico). El filósofo Michael Martin también se ha referido a los modelos cuánticos de fluctuación del vacío para apoyar la idea de un universo con principios incausados. Él escribe:
Incluso si el universo tiene un comienzo en el tiempo, a la luz de las teorías cosmológicas recientemente propuestas, este comienzo puede ser incausado. A pesar de la afirmación de Craig de que las teorías que postulan que el universo «podría aparecer en la existencia sin causa» son incapaces de «afirmación sincera», tales teorías similares en realidad son tomadas seriamente por los científicos.
El filósofo de la ciencia David Albert ha criticado el uso del término «nada» al describir el vacío cuántico. En una revisión del libro de Krauss, afirma:
Los estados de vacío relativistas-cuánticos-teóricos-de campos (no menos que las jirafas o los refrigeradores o los sistemas solares) son arreglos particulares de la materia física elemental. El verdadero equivalente teórico-relativístico-cuántico-de campos de no existir ninguna materia física en absoluto no es este o aquel arreglo particular de los campos; lo que es (obviamente, e ineluctablemente, y por el contrario) [es] la simple ausencia de los campos.
Craig expresa de forma más modesta la premisa como «si el universo comenzó a existir, entonces el universo tiene una causa de su comienzo» para evitar distracciones sobre si las partículas subatómicas son el resultado de los procesos incausados.Del mismo modo, Craig también argumentó que el vacío cuántico, al contener energía cuantificable y medible, no puede ser descrito como «nada», por lo tanto, que los fenómenos originados del vacío cuántico no pueden ser descritos como «no causados». Sobre el tema de las partículas virtuales, escribe:
[...] las partículas virtuales no vienen literalmente a existir espontáneamente de la nada. Más bien la energía encerrada en el vacío fluctúa espontáneamente de tal manera que se convierte en partículas evanescentes que vuelven casi inmediatamente al vacío.
Sin embargo, existe el problema de que simplemente no sabe qué interpretación de la mecánica cuántica (determinista como indeterminista) es correcta. Como Craig señala:
Está lejos de ser claro que no hay, de hecho, causas deterministas de la aparición de partículas virtuales. Tal comportamiento es indeterminista solo en algunas interpretaciones de la física cuántica, como la llamada Interpretación de Copenhague, pero hay otras interpretaciones de la física cuántica que son completamente deterministas y son empíricamente equivalentes a las interpretaciones indeterministas, y nadie sabe cuál de estas interpretaciones competitivas, si es que hay alguna, es correcta. El realismo ingenuo sobre la interpretación de Copenhague sería imprudente e injustificado.

### Premisa dos: «El universo comenzó a existir»
Craig justifica la premisa dos usando ambos argumentos físicos, con evidencia de la cosmología y la física; y argumentos metafísicos para la imposibilidad de infinitos reales en la realidad.

#### Cosmología y física
Para pruebas físicas, Craig apela a:
1. La confirmación científica contra un universo pasado-infinito en la forma de la Segunda Ley de la Termodinámica.[65]
2. La evidencia científica de que el universo comenzó a existir hace un tiempo finito en el Big Bang.[65]
3. El teorema de Borde-Guth-Vilenkin,[66] un teorema cosmológico que deduce que cualquier universo que en promedio ha estado expandiéndose a lo largo de su historia no puede ser infinito en el pasado sino que debe tener un límite espacio-temporal pasado.

El profesor Alexander Vilenkin, uno de los tres autores del teorema de Borde-Guth-Vilenkin, escribe:
Un asunto notable de este teorema es su profunda generalidad. No hicimos suposiciones sobre el contenido material del universo. Ni siquiera asumimos que la gravedad es descrita por las ecuaciones de Einstein. Por lo tanto, si la gravedad de Einstein requiere alguna modificación, nuestra conclusión se mantendrá. La única suposición que hicimos fue que la tasa de expansión del universo nunca llega por debajo de un valor diferente de cero, no importa cuán pequeño.
Victor J. Stenger se ha referido al modelo de Aguirre-Gratton para la inflación eterna como un ejemplo por el cual otros no están de acuerdo con el teorema de Borde-Guth-Vilenkin. En una correspondencia privada con Stenger, Vilenkin comentó que el modelo de Aguirre-Gratton intenta evadir un principio invirtiendo la «flecha del tiempo» en t = 0, pero que: «Esto hace que el momento t = 0 sea algo especial, yo diría que no es menos especial que un verdadero comienzo del universo». Otro modelo cosmológico es el Estado de Hartle-Hawking, donde que establece que el tiempo puede ser finito sin ningún límite real (al igual que una esfera es finita en superficie aunque no tenga “comienzo”). Craig crítica esta propuesta en la forma en que Hawking convierte la dimensión temporal en una cuarta dimensión espacial utilizando números imaginarios.
En la conferencia «State of the Universe», en la Universidad de Cambridge (enero de 2012), Vilenkin discutió problemas con varias teorías que afirman evitar la necesidad de un comienzo cosmológico, alegando la insostenibilidad de la inflación eterna, los modelos del huevo cíclicos y cósmicos, concluyendo que: «Toda la evidencia que tenemos dice que el universo tuvo un comienzo».
El cosmólogo Sean Carroll (n. 1966), en un debate con Craig, señaló que el teorema BGV solo dice que en unos tipos de universos las descripciones clásicas (sin introducir la mecánica cuántica) del espacio-tiempo se rompen en algún punto en el pasado. Más adelante Carroll, quien conoce a Alan Guth, muestra una cita de él declarando que no sabe si el universo tuvo un comienzo y es posible que sea eterno, pero nadie lo sabe.

#### Infinitos reales
Sobre la imposibilidad de infinitos reales (en acto), Craig sostiene:
1. La imposibilidad metafísica de una serie infinita real de acontecimientos pasados, citando el famoso experimento mental del hotel de Hilbert (de David Hilbert), la historia de Tristam Shandy (de Laurence Sterne) y la imposibilidad matemática de formar un infinito real por adición sucesiva. Añade que, si el pasado fuera infinitamente largo, implicaría la existencia de infinitos reales en la realidad, pero un infinito real puede producir escenarios lógicamente contradictorios y metafísicamente imposibles (o absurdos).
2. La imposibilidad matemática de formar un infinito real por adición sucesiva, citando la primera antinomia de Kant en la Crítica de la razón pura, las paradojas de Zenón y las órbitas de Júpiter y Saturno de Al-Ghazali.[74][73][75]

Sin embargo, Michael Martin no está de acuerdo con estas afirmaciones de Craig, diciendo:
Los argumentos a priori de Craig son poco sólidos o muestran como máximo que los infinitos reales tienen propiedades extrañas. Este último hecho es bien conocido, sin embargo, y no demuestra nada acerca de si es lógicamente imposible tener infinitos reales en el mundo real.
Arnold T. Guminski afirma que el concepto del infinito es matemáticamente y lógicamente consistente dentro de la teoría de conjuntos y es posible aplicar al mundo real sin generar absurdos contrarios a la intuición.
Graham Oppy señala que las contradicciones que Craig atribuye al concepto del infinito es debido al error de suponer que "los cardinales transfinitos obedezcan las leyes convencionales de la aritmética", es decir, "que los números infinitos deben comportarse igual que los números finitos".  Como explican Rudy Rucker y N. Ya. Vilenkin, "la matemática del infinito es diferente de la de los números ordinarios", de modo que "una parte es menor que el todo" es "indiscutiblemente cierta para conjuntos finitos" pero no para conjuntos infinitos. Como explica Bertrand Russell, "se podía demostrar que la semejanza del todo y la parte era imposible para todo todo finito", pero "para los conjuntos infinitos, donde la imposibilidad no podía ser probada, de hecho no había tal imposibilidad". En Historia de la filosofía occidental criticó los argumentos que se basan en imposibilidad de una serie que no tenga primer término, pues "la serie de enteros negativos que termina en menos uno es un ejemplo de lo contrario". Russell concluye en que las "objeciones a números infinitos, clases y series, y la noción de que el infinito como tal es contradictorio en sí mismo, pueden descartarse como infundadas". Respecto a la imposibilidad matemática de formar un infinito real por adición sucesiva Jonathan Bennett señala que presupone el infinito como un lugar o momento que el universo fue creado y luego progresó desde allí, lo que parece asumir la conclusión. Un universo que simplemente existía eternamente no había sido creado, y un universo que fue creado de una progresión infinita todavía sería posible.
Craig reconoce que aunque el infinito tiene consistencia matemática sostiene no demuestra "posibilidad metafísica". El filósofo Colin Howson afirma que "cualquier teoría consistente, como se piensa que es la teoría de conjuntos, son posibles existentes". Dada la efectiva aplicabilidad de las matemáticas Louis J. Swingrover considera esta respuesta inconsistente con otros argumentos teístas de Craig como el ajuste fino, donde se considera la posibilidad metafísica de distintos universos teóricos a partir de modelos matemáticos. Por otro lado, John D. Barrow señaló que el Big Bang y los agujeros negros acorde la teoría de Einstein predice un estado de densidad infinita y estos infinitos «si existen, serían infinitos reales».

Respecto a la singularidad y la creación ex nihilo en la teología kalam, Craig sostiene:
[C]uando uno reflexiona sobre el hecho de que un estado de «densidad infinita» es sinónimo de «nada». No puede haber ningún objeto que posea una densidad infinita, porque si tuviera algún tamaño, aún podría ser aún más denso. Por lo tanto, como señala el astrónomo de Cambridge Fred Hoyle, la teoría del Big Bang requiere la creación de materia a partir de la nada. [...] Por lo tanto, lo que parece requerir el modelo del universo del Big Bang es que el universo comenzó a existir y fue creado de la nada.
El filósofo Wes Morriston critica la comparación entre "densidad infinita" con "nada" de la misma forma que el hecho de que no puede haber "cuadrados redondos" que es sinónimo de “nada”. Por otro lado, algunos atributos divinos de Dios (omnipotencia y omnisciencia) o entidades abstractos (objetos matemáticos) también pueden ser infinitos reales. James Fordor sostuvo que los experimentos mentales de Craig solo prueban al menos que un infinito en acto es absurdo en casos particulares (como en un hotel infinitamente grande) pero no el concepto mismo. También, el hotel de Hilbert sostiene que se pueden mover infinitos huéspedes a infinitas habitaciones pero los eventos pasados en el universo son estáticos. Alex Malpass y Wes Morrison argumentaron de forma corolaria que si una serie infinita en un pasado eterno es imposible, entonces una serie infinita en un futuro eterno, como en el paraíso cristiano, también lo sería. Por otro lado, Jacobus Erasmus y Alexander Pruss han defendido un argumento kalam sin negar la posibilidad del infinito real.

### Conclusión: «El universo tuvo una causa»
En una crítica al libro de Craig, The Kalām Cosmological Argument, publicado en 1979, Michael Martin afirma:
Debe ser obvio que la conclusión de Craig de que un único agente personal creó el universo es un non sequitur. A lo sumo, este argumento de la kalam muestra que algún agente o agentes personales crearon el universo. Craig no puede válidamente concluir que un solo agente es el creador. Por el contrario, para todo lo que muestra, puede haber habido billones de agentes personales involucrados en la creación.
Martin también afirma que Craig no ha justificado su afirmación de la creación «ex nihilo», señalando que el universo puede haber sido creado a partir de material preexistente en un estado atemporal o eterno. Arguye que, por otra parte, Craig lleva su argumento demasiado lejos de lo que sus premisas permiten, al deducir que el agente creador es mayor que el universo. Para ello, cita el ejemplo de un padre que «crea» a un niño que en algún momento llega a ser mayor que él o ella.
En la subsecuente Blackwell Companion to Natural Theology, publicada en 2009, Craig discute las propiedades de la causa del universo, explicando cómo se siguen por vinculación con el silogismo inicial del argumento cosmológico de la kalam:
1. Un primer estado del mundo material no puede tener una explicación material y debe originarse ex nihilo en ser sin causa material, porque ninguna explicación natural puede ser causalmente anterior a la existencia misma del mundo natural (espacio-tiempo y sus contenidos). Se deduce necesariamente que la causa está fuera del espacio y del tiempo (atemporal, no-espacial), inmaterial, y enormemente poderosa, al llevar toda la realidad material a la existencia.
2. Incluso si se postula una pluralidad de causas antes del origen del universo, la cadena causal debe terminar en una causa que es absolutamente primera y no causada, de lo contrario se produciría una regresión infinita de causas.
3. La Navaja de Occam sostiene que la unicidad de la Primera Causa debe ser asumida, a menos que haya razones específicas para creer que hay más de una causa sin causa.
4. La causalidad del agente, la acción volitiva, es la única condición ontológica en la que un efecto puede surgir en ausencia de condiciones determinantes previas. Por lo tanto, solo la agencia personal y libre puede explicar el origen de un primer efecto temporal de una causa inmutable.
5. Los objetos abstractos, la única categoría ontológica que se sabe que tiene las propiedades de ser incausado, no-espacial, atemporal e inmaterial, no se sitúan en relaciones causales, ni pueden ejercer poder causal volitivo.

Craig concluye que la causa de la existencia del universo es un «Creador personal no causado [...] que sin él, universo es sin comienzo; inmutable; inmaterial; atemporal; no-espacial y enormemente poderoso»; comentando las implicaciones teológicas de esta unión de propiedades, Craig infiere que la primera causa sea una persona con libre albedrío (libertarismo) porque explica cómo una causa atemporal puede producir un efecto temporal: «Su acto libre de creación es un evento temporal simultáneo con el nacimiento del universo. Por tanto, Dios entra en el tiempo cuando crea el universo. Dios es, pues, intemporal sin el universo y en el tiempo con el universo».
No obstante, Mackie sostuvo que no hay razón para aceptar un Dios con el poder de crear algo de la nada aun si el universo tuvo un comienzo porque o Dios comenzó a existir en un punto en el tiempo (lo cual sería contingente), o ha existido infinitamente (esto plantearía el problema del infinito real), o la existencia de Dios es atemporal (lo cual sería un completo misterio).
James Fordor recalcó que existen otros tipos de causas atemporales aparte de un agente libre como un campo cuántico intemporal, los gunas de la filosofía hindú o el Tao de la filosofía china.
El filósofo Erik J. Wielenberg señala que esta última afirmación es contradictoria porque «el evento temporal del comienzo del universo es causado por Dios en su fase atemporal, pero todos los eventos temporales causados por Dios son causados mientras Él está en su fase temporal» y por lo tanto, «Dios debe estar en su fase atemporal y su fase temporal a la vez». Además, señala que «cuando Dios ejerce su poder causal para crear el universo, es temporal en lugar de atemporal, y la primera causa es, por lo tanto, temporal en lugar de atemporal» y «si Dios en su fase atemporal no hace ninguna contribución causal al comienzo del universo, el argumento de la kalam no proporciona ninguna razón para creer que Dios exista en una fase atemporal en absoluto».
Theodore Drange afirma que si Dios es inmutable, no puede tener una intención en un momento y luego no tenerla en un momento posterior, luego Dios no pudo haber tenido la intención de crear el universo antes de su creación. Por otro lado, la creación es un concepto temporal integrado en la definición misma de «crear», como en «comenzar a existir». Si Dios es atemporal, no podría haber creado el universo porque entonces su creador debió haber existido temporalmente antes de él. La acción de crear requiere de tiempo y cambio, y al ser Dios atemporal e inmutable, no puede ser el creador del universo.

## La teología kalam y la teorías del tiempo
Craig sostiene que el argumento cosmológico de la kalam implica un compromiso con la teoría A del tiempo, también conocida como la «teoría temporal/temporalizada del tiempo» o presentismo, en oposición a su alternativa, la teoría B del tiempo, también conocida como «teoría atemporal/atemporalizada del tiempo» o eternalismo.
Esto último permitiría que el universo existiera atemporalizado como un bloque espacio-temporal de cuatro dimensiones, bajo cuyas circunstancias el universo «no empezaría a existir»:
De principio a fin, el argumento cosmológico de la kalam se basa en la teoría A del tiempo. En una teoría B del tiempo, el universo en realidad no llega a ser o se vuelve real en el big bang; simplemente existe atemporalmente como un bloque espacio-temporal de cuatro dimensiones que está finitamente extendido en la dirección anterior. Si el tiempo es atemporal, entonces el universo nunca llega a existir y, por lo tanto, la búsqueda de una causa de su surgimiento está mal concebida.
Craig ha defendido la teoría A contra las objeciones de J. M. E. McTaggart y los defensores de la teoría híbrida A-B.
La teoría B según Craig es “teológicamente objetable, ya que su afirmación de que Dios y el universo coexisten sin tiempo es incompatible con una doctrina robusta de creatio ex nihilo”. Craig reconcilia la teoría A con la relatividad especial apoyándose en una «interpretación neolorentziana» que trata con un marco de referencia absoluto, usando como apoyo de su interpretación la supuesta anomalía de neutrinos superlumínicos del CERN y que la existencia de Dios lo implica, por lo que "las preocupaciones sobre qué versión es más simple se vuelven de poca importancia”. El filósofo Yuri Balashov ha criticado el intento de Craig de reconciliar la teoría A con la relatividad la «interpretación neo-lorentziana» de la relatividad especial. Balashov afirma:
A pesar de que el presentismo tiene el firme respaldo del sentido común y el eternalismo se rebela contra él, el eternismo es ampliamente considerado como casi el punto de vista predeterminado en los debates contemporáneos, y el presentismo como una visión altamente problemática.

En respuesta a Balashov, Craig ha defendido la interpretación lorentziana contra las interpretaciones de «relatividad» y «espacio-tiempo» de la relatividad especial. También critica a Balashov por adoptar una metodología verificacionista que no aborda los fundamentos metafísicos y teológicos de la teoría A. Edward Feser sostuvo que lo máximo descarta la relatividad especial es un marco de referencia privilegiado que es empíricamente detectable solo si se asume el verificacionismo o algún otro tipo de cientificismo, pero: 
En posiciones filosóficas alternativas (como la aristotélica que apoyo) tenemos fundamentos metafísicos independientes para afirmar el presentismo, y no es menos legítimo que el teórico A se guíe por estos fundamentos al interpretar la relatividad que lo es para los críticos de la teoría A para interpretar la relatividad a la luz de sus propios supuestos filosóficos (verificacionismo, cientificismo, o lo que sea).
Daniel Linford criticó el neo-lorentzianismo de Craig al ser incapaz "de formular convincentemente las inferencias de que el universo tiene un límite pasado o que el límite pasado reside en el pasado finito". James Fordor criticó en Unreaseble Faith la coherencia del concepto del presente en la teoría A de Craig. Si el presente consistiera en un instante infinitesimalmente corto en una sucesión de instantes formando un intervalo finito, entonces implicaría la existencia infinitos reales, lo que entra en conflicto con los argumentos filosóficos contra un infinito actual. Recientemente se han formulado nuevas versiones del argumento cosmológico de la kalam que no implican tal compromiso con la teoría A o la inexistencia de infinitos reales.

## Otras formulaciones
Una versión del argumento de la kalam fue formulada por Alexander Pruss. A diferencia de las versiones de Al-Ghazali y Craig, Pruss no argumenta en contra de la posibilidad de un infinito actual (pues pondría las matemáticas en peligro según Pruss) o de infinitas secuencias pasadas (finitismo temporal) y defiende lo que Pruss denomina finitismo causal, donde un número infinito de cosas no puede ser causalmente anterior a una cosa. Entonces el argumento sigue de la siguiente manera:

1. Hay causas.
2. Si cada causa tiene una causa, hay una circularidad de causalidad o una regresión causal infinita.
3. La circularidad en la causalidad es imposible y las regresiones causales infinitas son imposibles. (Por finitismo causal)
4. Entonces, no todas las causas tienen una causa.
5. Entonces, hay una causa no causada.
6. Cada cosa contingente tiene una causa.
7. Entonces hay un ser necesario.

Aquí, la premisa (1) es ampliamente aceptada, aunque hay algunos filósofos que piensan que debido a que la física fundamental se puede formular sin la palabra «causa», se debería ser escéptico sobre si existe causalidad. La premisa (4) es aún menos controvertida. [...] La premisa (2) es bastante poco controvertida, aunque se ha propuesto que el universo puede explicarse por causalidad circular (ver Quentin Smith) [...] Eso deja dos premisas altamente controvertidas: (3) y (6).
Pruss defiende la tercera premisa mediante paradojas como la lámpara de Thomson o la paradoja de la parca (Grim Reaper Paradox) de José Benardete. En cuanto a la sexta premisa:
Sin embargo, no tendré mucho que decir sobre (6) y la identificación de Dios con la primera causa. [...] Uno puede entonces argumentar que la elegancia y unidad de las partes observadas del nexo causal nos da alguna razón para pensar que la causa última es singular en lugar de plural. Uno podría desplegar más argumentos de diseño para argumentar que la causa última probablemente sea un agente movido por buenas razones [...] Me gustaría que este artículo fuera una invitación para que un ateo se tome en serio el finitismo causal y, por lo tanto, se tome en serio la existencia de una causa última no causada, quizás plural, y luego unirse en una investigación común de cómo es probable que sea esta causa última sin causa.
Este argumento ha sido defendido y/o reformulado por filósofos como Robert Koons, Jacobus Erasmus, y Benjamin Victor Waters.

## Lectura adicional
- Craig, William Lane (1999). «A swift and simple refutation of the Kalam cosmological argument?». Religious Studies 35 (1): 57-72. doi:10.1017/s0034412598004703.
- Copan, Paul; Craig, William Lane (2004). Creation out of Nothing: A Biblical, Philosophical, and Scientific Exploration. Baker Academic.
- Moreland, J. P. (1987). Scaling the Secular City: A Defence of Christianity. Baker Academic.
- Nowacki, Mark (2007). The Kalam Cosmological Argument for God. Studies in Analytic Philosophy. Prometheus Books. ISBN 1-59102-473-0.
- Vaas, Rüdiger (2004). «Time before Time». Bild der Wissenschaf (10): 32-41.
- Waters, B. V. (2013). «Methuselah’s Diary and the Finitude of the Past». Philosophia Christi 15 (2): 463-469.

- Datos: Q6355104